# 15 Minute-Hamlet
15-Minute Hamlet è una rivisitazione comica ristretta dell'Amleto di William Shakespeare, scritta da Sir Tom Stoppard.
La commedia, estratto dall'opera teatrale di Dogg's Hamlet, include tutte le scene più famose del dramma originale, condensandole in tredici minuti di rappresentazione su palco. Questa rappresentazione è seguita da una seconda, drasticamente ridotta da inizio a fine, della durata di due minuti. Lo scopo della commedia è satirico: i momenti di maggiore pathos sono qui stemperati con ironia (ad esempio la morte della regina Gertude) e costantemente alleggeriti nella rivisitazione di Tom Stoppard, non priva per questo di erudite citazioni.